# Deutsch Kaltenbrunn
Deutsch Kaltenbrunn (Húngaro: Némethidegkút) es una ciudad localizada en el Distrito de Jennersdorf, estado de Burgenland, Austria.
- Datos: Q286101
- Multimedia: Deutsch Kaltenbrunn / Q286101

1. ↑  Worldpostalcodes.org, código postal n.º 7572.